# Kamulan (Talun)
Kamulan is een bestuurslaag in het regentschap Blitar van de provincie Oost-Java, Indonesië. Kamulan telt 2949 inwoners (volkstelling 2010).